# Kirker Butler

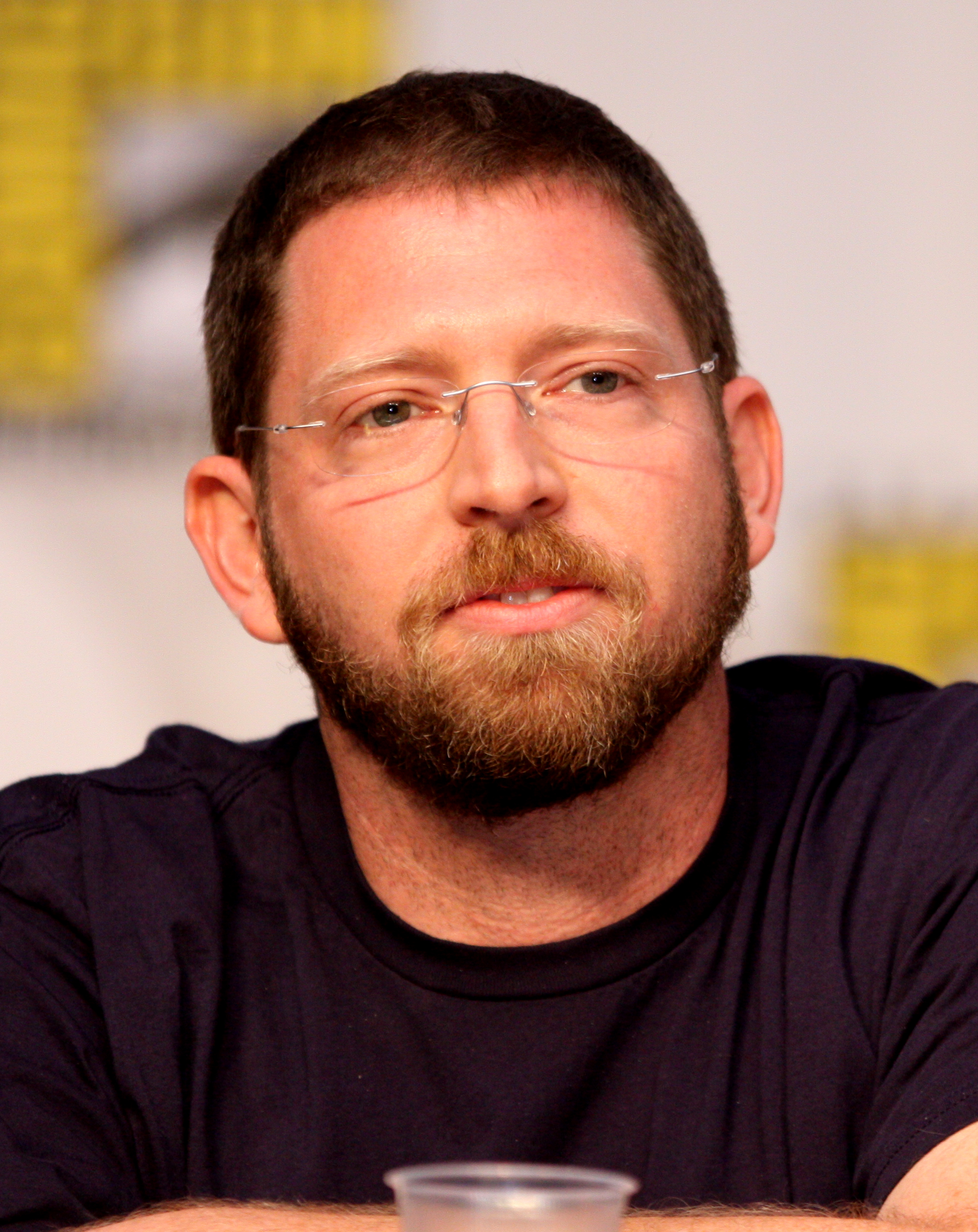
Kirker Butler auf der San Diego Comic-Con International 2010

Kirker Butler (* 14. Februar in Hartford, Kentucky) ist ein US-amerikanischer Autor, der bei Serien wie Family Guy, The Cleveland Show, The Neighbors, Galavant und Only Murders in the Building mitgewirkt hat.

## Karriere
Butler kam 2004 zu Family Guy und hat seitdem mehrere Episoden produziert und geschrieben, darunter unter anderem die Episode Something, Something, Something, Dark Side.
Für seine Arbeit an Family Guy, The Cleveland Show und Only Murders in the Building wurde er für vier Emmy Awards nominiert.
Im Jahr 2020 wurde er in die Wall of Fame des Barn Theatre, Michigan aufgenommen, nachdem er 1992 und 1993 an der Schule studiert hatte.

## Bibliografie
- Kirker Butler: Pretty Ugly. Thomas Dunne Books, New York 2015, ISBN 978-1-250-04972-8 (englisch, 294 S.).[5]